# Káposztásmegyeri Református Gyülekezet
A Káposztásmegyeri Református Gyülekezet a református hívők közössége a káposztásmegyeri lakótelepen. A Magyarországi Református Egyházon belül a Budapest-Északi Református Egyházmegyéhez és így a Dunamelléki Egyházkerülethez tartozik.

## Története
A káposztásmegyeri lakótelep beindulása után Újpest különböző református gyülekezeteiből kerültek ide hívő családok, akikben megfogalmazódott a gondolat, hogy helyben is tartsanak összejöveteleket. Ez 1988-tól néhány család részvételével házi bibliaórákban és istentiszteletekben valósult meg. A közösség elindítói a Csere, a Koronka és a Polgár család voltak. Ahogy bővült az egymást megismerő káposztásmegyeri reformátusok száma, úgy vált igénnyé egy itteni gyülekezet alapítása. Ebben jó példával jártak előttük a káposztásmegyeri katolikusok, akik ekkor már miséket tartottak az MSZMP pártházának előadótermében (ma Lóverseny Téri Közösségi Ház).

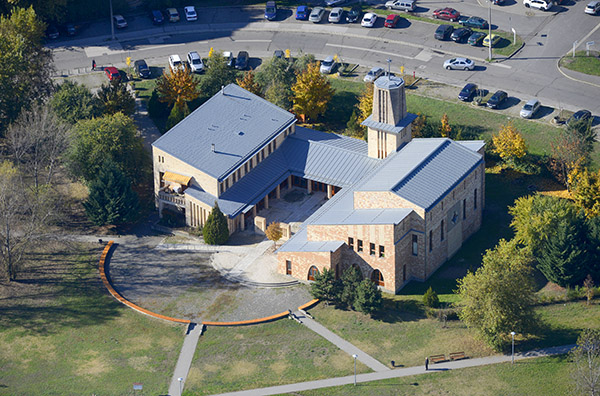
Káposztásmegyeri Református Gyülekezet - légi fotó

### Az első istentiszteletektől az önállósodásig
1990. március 4-én tartották első istentiszteletüket a Közösségi Házban, kevesebb mint 40 fővel. Az anyagyülekezet (Újpest-Újvárosi Református Gyülekezet) támogatta a közösséget, így 1991-től beindíthatták a hittanoktatást a lakótelep iskoláiban, következő évtől pedig már nyári táborok szervezésével is segítették a lakótelepi családokat. A közösség növekedésnek indult és 1997. június 1-jén megalakult a Káposztásmegyeri református Missziói Egyházközség.

### Az épülés évei
A gyülekezet hamar saját lelkészt keresett magának, akit Zámbó András (és felesége, a szintén lelkész Hajnalka) személyében talált meg. Hamarosan felmerült az igény saját templom építésére, amit nem sokkal ezután el is kezdtek építeni.
A templomszentelőt 2011. október 15-én tartották.

## Szolgálat és gyülekezeti élet
A gyülekezet aktív részt vállal a lakótelep és a kerület közösségi életéből. A lakótelep minden iskolájában és óvodájában tartanak hittanórákat, beleértve a kötelező hittanoktatást is. Ezeken túl ifjúsági csoportokat vezetnek, kórházi istentiszteleteket tartanak, rendszeresen látogatnak időseket, jótékonysági ruhaakciókat szerveznek, szoros kapcsolatot ápolnak a Református Egyház iszákosmentő missziójával és a Kék Kereszt Egyesülettel. Nyaranta a kisiskolásoktól elkezdve minden korosztálynak szerveznek táborokat.
2013. szeptemberétől Káposztásmegyer II-n a Megyeri Klubban is tartanak családi istentiszteleteket minden hónap első vasárnapján.

## A templom épülete
A templom és a parókia épülete Potzner Ferenc tervei alapján készült. Az épületegyüttes alakja a Külső Szilágyi út felől nézve egy a kezeit áldásra emelő palástot viselő lelkészt szimbolizál.